# Санчо I (граф Кастилії)
Санчо I Доброправний (*Sancho García el de los Buenos Fueros, 965 —1017) — граф Кастилії й Алави у 995—1017 роках.

## Життєпис
Походив з роду Лара. Син графа Гарсії I та Ави де Рібагорса. Про молоді роки немає відомостей. У 991 році при підтримці Аль-Мансура, фактичного володаря Кордовського халіфату, повстав проти власного батька. В результаті володіння роду Лара були розділені між Гарсією I й його сином Санчо. У 994 році оженився на своїй двоюрідній сестрі.
У 995 році після смерті батька успадкував усі володіння. Із самого початку вирішив звільнитися від залежності від влади Аль-Мансура. У 999 році відмовився сплачувати данину халіфату. Для цього уклав союз з Гарсією Санчесом II, королем Наварри, Альфонсо V, королем Леону, та кузеном Гарсією Гомесом, графом Салданья. Втім у 1000 році християнська коаліція у битві при Кервера зазнала нищівної поразки.
У 1002 році брав участь у битві при Калатаньясор, в якій мусульмани зазнали поразки. Після смерті у 1002 році аль-Мансура, граф Санчо I зумів відновити владу над втраченими землями. Спочатку у 1003 році уклав договір з Абд аль-Маліком аль-Музаффаром, сином аль-Мансура, спрямований проти Леонського королівства і Барселонського графства.
Після смерті Абд аль-Маліка і його сина, у 1009 році скористався боротьбою за владу між претендентами на Кордовський халіфат Мухаммадом II ібн-Хішамом і Сулейманом аль-Мустаїном, підтримуючи останнього. Санчо I допоміг повалити ібн-Хішама. Це дозволило отримати міста Осми, Сан-Естебан-де-Гормас, Клунья, Берланга-де-Дуеро, Сепульведа, Пенафьєль. Водночас кастильський граф зміцнив свою владу в Кастилії і Алава, надавши міста фуерос (привілеї). Звідси походить його прізвисько.
У 1010 році втрутився у справи графства Рібагорса, поваливши владу мусульман та їх союзника графині Тоди, поділивши владу між небожем Санчо I — Рамоном Суньєром — та небожем Тоди — Гільєрмо. У 1011 році заснував монастир Сан-Сальвадор-де-Онья
Помер у 1017 році. Владу успадкував його син Гарсія II.

## Родина
Дружина — Уррака, донька Гарсії Гомес, графа Салданья
Діти:
- Муньядона Майор (990/994-1066), графиня Кастилії у 1029—1035 роках
- Фернан (995/997—бл. 999)
- Тігрідья (998—після 1029), аббатиса монастиря Сан-Сальвадор-де-Онья
- Санча (1006—1027), дружина Беренгера-Рамона I Горбатого, графа Барселони
- Уррака (д/н—1041), дружина Санчо VI Вільгельма, герцога Гасконі
- Гарсія (1010—1029), граф Кастилії у 1017—1029 роках